# Criminal: Németország
A Criminal: Németország egy 2019-ben bemutatott német nyelvű rendőrségi antológiai sorozat, amelyet Kay Smith és Jim Field Smith készített. A sorozat főszereplői Nina Hoss és Peter Kurth. Ez egy 12 epizódból álló sorozat részét képezi, három epizódot négy különböző országban készítenek, és a helyi nyelveken forgatják: Franciaországban, Spanyolországban, Németországban és az Egyesült Királyságban. A sorozat 2019. szeptember 20-án jelent meg a Netflixen.

## Epizódok
| #  | Cím     | Rendező             | Író                           | Premier                                   |
| -- | ------- | ------------------- | ----------------------------- | ----------------------------------------- |
| 1. | Jochen  | Oliver Hirschbiegel | Bernd Lange                   | 2019. szeptember 20. 2019. szeptember 20. |
| 2. | Yilmaz  | Oliver Hirschbiegel | Bernd Lange                   | 2019. szeptember 20. 2019. szeptember 20. |
| 3. | Claudia | Oliver Hirschbiegel | Bernd Lange és Sebastian Heeg | 2019. szeptember 20. 2019. szeptember 20. |